# إدارة كوبان
إدارة كوبان (بالإنجليزية: Copán Department)‏ هي إدارة في هندوراس، عاصمتها سانتا روزا دي كوبان.

## الجغرافيا
تبلغ مساحتها 3٬242 كيلومتر مربع. وتحدها الادارات التالية:
- إدارة أوكوتيبيكي
- إدارة ليمبيرا
- إدارة سانتا باربارا

## ديموغرافيا
بلغ عدد سكانها 371٬057 نسمة ، في 2013.